# (52291) Mott
(52291) Mott ist ein Asteroid des Hauptgürtels, der von den deutschen Astronomen Freimut Börngen und Lutz D. Schmadel am 10. Oktober 1990 am Observatorium Tautenburg (IAU-Code 033) in Thüringen entdeckt wurde.
Benannt wurde der Asteroid am 1. Mai 2003 nach dem amerikanischen Präsidenten des Weltbundes der Christlichen Vereine Junger Menschen John Raleigh Mott (1865–1955), der 1946 gemeinsam mit Emily Greene Balch den Friedensnobelpreis für seinen Einsatz für die ökumenische Bewegung und sein Wirken im internationalen Missionsdienst erhielt.